# Merghindeal (gmina)
Merghindeal – gmina w Rumunii, w okręgu Sybin. Obejmuje miejscowości Dealu Frumos i Merghindeal. W 2011 roku liczyła 1212 mieszkańców.